# MyHockey League 2024/25
Die Spielzeit 2024/25 ist die achte Austragung der MyHockey League, der dritten Spielklasse im Schweizer Eishockeysport.
Die Meisterschaft umfasst 12 Teams, wie in der Vorsaison. Neu dabei sind der aus der Swiss League zurückgezogene HCV Martigny und der EHC Wetzikon sowie der EHC Dübendorf, die aus der 1. Liga aufsteigen konnten. Sie ersetzen den EHC Chur (Aufstieg in die Swiss League) und die GDT Bellinzona sowie HC Düdingen Bulls (Abstieg in die 1. Liga).

## Teilnehmer
| Team                  | Standort     | Eishalle                         | Kapazität |
| --------------------- | ------------ | -------------------------------- | --------- |
| EHC Arosa             | Arosa        | Sport- und Kongresszentrum Arosa | 3'000     |
| EHC Wetzikon          | Wetzikon     | Kunsteisbahn Wetzikon            | 4'000     |
| EHC Bülach            | Bülach       | Sportzentrum Hirslen             | 3'000     |
| EHC Dübendorf         | Dübendorf    | Kunsteisbahn im Chreis           | 2'500     |
| HC Valais-Chablais    | Martigny     | Patinoire du Forum d'Octodure    | 3'500     |
| HC Franches-Montagnes | Saignelégier | Centre de Loisirs                | 1'000     |
| EHC Frauenfeld        | Frauenfeld   | Kunsteisbahn Frauenfeld          | 1'925     |
| Hockey Huttwil        | Huttwil      | Campus Perspektiven              | 3'500     |
| SC Langenthal         | Langenthal   | Eishalle Schoren                 | 4'320     |
| SC Lyss               | Lyss         | Seelandhalle                     | 1'630     |
| EHC Seewen            | Seewen SZ    | Kunsteisbahn Zingel              | 1'000     |
| EHC Thun              | Thun         | Kunsteisbahn Grabengut           | 2'500     |

## Qualifikation
Abkürzungen: GP = Gespielte Spiele, S = Siege, N = Niederlagen, SNV = Siege nach Verlängerung NNV = Niederlagen nach Verlängerung, SNP = Siege nach Penaltyschiessen, NNP = Niederlagen Penaltyschiessen, TVH = Torverhältnis, P/Sp = Punkte pro Spiel
Erläuterungen: Playoffs Pre-Playoffs Playout
| Rang | Team                  | GP | S  | SNV | SNP | NNP | NNV | N  | Tore    | TVH | Punkte | P/SP  |
| ---- | --------------------- | -- | -- | --- | --- | --- | --- | -- | ------- | --- | ------ | ----- |
| 01.  | HCV Martigny          | 32 | 20 | 3   | 1   | 0   | 2   | 6  | 104:59  | 45  | 70     | 2.188 |
| 02.  | EHC Seewen            | 32 | 20 | 2   | 2   | 2   | 0   | 6  | 105:63  | 42  | 70     | 2.188 |
| 03.  | Hockey Huttwil        | 32 | 22 | 1   | 0   | 1   | 0   | 8  | 121:68  | 53  | 69     | 2.156 |
| 04.  | EHC Arosa             | 32 | 19 | 2   | 2   | 1   | 2   | 6  | 109:71  | 38  | 68     | 2.125 |
| 05.  | EHC Thun              | 32 | 17 | 4   | 2   | 1   | 1   | 7  | 107:70  | 37  | 65     | 2.031 |
| 06.  | EHC Dübendorf         | 32 | 15 | 0   | 1   | 0   | 2   | 14 | 104:103 | 1   | 49     | 1.531 |
| 07.  | HC Franches-Montagnes | 32 | 11 | 2   | 0   | 1   | 2   | 16 | 89:99   | –10 | 40     | 1.250 |
| 08.  | SC Langenthal         | 32 | 10 | 3   | 0   | 0   | 0   | 19 | 76:108  | –32 | 36     | 1.125 |
| 09.  | EHC Frauenfeld        | 32 | 11 | 0   | 0   | 1   | 1   | 19 | 81:104  | –23 | 35     | 1.094 |
| 10.  | EHC Wetzikon          | 32 | 10 | 0   | 0   | 1   | 2   | 19 | 73:109  | –36 | 33     | 1.031 |
| 11.  | SC Lyss               | 32 | 5  | 1   | 0   | 0   | 4   | 22 | 68:114  | –46 | 21     | 0.656 |
| 12.  | EHC Bülach            | 32 | 6  | 0   | 0   | 0   | 2   | 24 | 55:124  | –69 | 20     | 0.625 |

## Playoffs

### Playoffbaum
| Pre-Playoffs                                                                                           | Pre-Playoffs                                                                                           | Pre-Playoffs                                                                                           | | Viertelfinal                                                                                           | Viertelfinal                                                                                           | Viertelfinal                                                                                           | | Halbfinal                                                                                              | Halbfinal                                                                                              | Halbfinal                                                                                              |   |            | Final     | Final | Final |
| | | | | | | | | | | |   |            |           |       |       |
| 8 | SC Langenthal                                                                                          | 2 | | 1 | HCV Martigny                                                                                           | 2 | | | | |   |            |           |       |       |
| 9 | EHC Frauenfeld                                                                                         | 1 | | 8 | SC Langenthal                                                                                          | 3 | | | | |   |            |           |       |       |
| | | | | | | | 2 | EHC Seewen                                                                                             | 3 | |   |            |           |       |       |
| 8 | SC Langenthal                                                                                          | 0 | | | | | | | | |   |            |           |       |       |
| 7 | HC Franches-Montagnes                                                                                  | 2 | | 2 | EHC Seewen                                                                                             | 3 | | | | |   |            |           |       |       |
| 10 | EHC Wetzikon                                                                                           | 1 | | 7 | HC Franches-Montagnes                                                                                  | 0 | | | | |   |            |           |       |       |
| (Die Teams werden nach dem Viertelfinale neu gesetzt. Das besser gesetzte Team hat jeweils Heimrecht.) | (Die Teams werden nach dem Viertelfinale neu gesetzt. Das besser gesetzte Team hat jeweils Heimrecht.) | (Die Teams werden nach dem Viertelfinale neu gesetzt. Das besser gesetzte Team hat jeweils Heimrecht.) | (Die Teams werden nach dem Viertelfinale neu gesetzt. Das besser gesetzte Team hat jeweils Heimrecht.) | (Die Teams werden nach dem Viertelfinale neu gesetzt. Das besser gesetzte Team hat jeweils Heimrecht.) | (Die Teams werden nach dem Viertelfinale neu gesetzt. Das besser gesetzte Team hat jeweils Heimrecht.) | (Die Teams werden nach dem Viertelfinale neu gesetzt. Das besser gesetzte Team hat jeweils Heimrecht.) | (Die Teams werden nach dem Viertelfinale neu gesetzt. Das besser gesetzte Team hat jeweils Heimrecht.) | (Die Teams werden nach dem Viertelfinale neu gesetzt. Das besser gesetzte Team hat jeweils Heimrecht.) | (Die Teams werden nach dem Viertelfinale neu gesetzt. Das besser gesetzte Team hat jeweils Heimrecht.) | (Die Teams werden nach dem Viertelfinale neu gesetzt. Das besser gesetzte Team hat jeweils Heimrecht.) | 2 | EHC Seewen | 3         |       |       |
| (Die Teams werden nach dem Viertelfinale neu gesetzt. Das besser gesetzte Team hat jeweils Heimrecht.) | (Die Teams werden nach dem Viertelfinale neu gesetzt. Das besser gesetzte Team hat jeweils Heimrecht.) | (Die Teams werden nach dem Viertelfinale neu gesetzt. Das besser gesetzte Team hat jeweils Heimrecht.) | (Die Teams werden nach dem Viertelfinale neu gesetzt. Das besser gesetzte Team hat jeweils Heimrecht.) | (Die Teams werden nach dem Viertelfinale neu gesetzt. Das besser gesetzte Team hat jeweils Heimrecht.) | (Die Teams werden nach dem Viertelfinale neu gesetzt. Das besser gesetzte Team hat jeweils Heimrecht.) | (Die Teams werden nach dem Viertelfinale neu gesetzt. Das besser gesetzte Team hat jeweils Heimrecht.) | (Die Teams werden nach dem Viertelfinale neu gesetzt. Das besser gesetzte Team hat jeweils Heimrecht.) | (Die Teams werden nach dem Viertelfinale neu gesetzt. Das besser gesetzte Team hat jeweils Heimrecht.) | (Die Teams werden nach dem Viertelfinale neu gesetzt. Das besser gesetzte Team hat jeweils Heimrecht.) | (Die Teams werden nach dem Viertelfinale neu gesetzt. Das besser gesetzte Team hat jeweils Heimrecht.) |   | 4          | EHC Arosa | 0     |       |
| | | | | 3 | Hockey Huttwil                                                                                         | 3 | | | | |   |            |           |       |       |
| 6 | EHC Dübendorf                                                                                          | 1 | | | | | | | | |   |            |           |       |       |
| | | | 3 | Hockey Huttwil                                                                                         | 2 | | | | | |   |            |           |       |       |
| 4 | EHC Arosa                                                                                              | 3 | | | | | | | | |   |            |           |       |       |
| 4 | EHC Arosa                                                                                              | 3 | | | | | | | | |   |            |           |       |       |
| 5 | EHC Thun                                                                                               | 0 | | | | | | | | |   |            |           |       |       |

### Pre-Playoff
|                                      | Serie | 1   | 2         | 3   |
| ------------------------------------ | ----- | --- | --------- | --- |
| SC Langenthal – EHC Frauenfeld       | 2:1   | 2:3 | 4:1       | 4:0 |
| HC Franches-Montagnes – EHC Wetzikon | 2:1   | 1:4 | 3:2 n. V. | 4:2 |

### Viertelfinal
|                                    | Serie | 1        | 2         | 3         | 4         | 5   |
| ---------------------------------- | ----- | -------- | --------- | --------- | --------- | --- |
| HCV Martigny – SC Langenthal       | 1:3   | 3:4 n. V | 2:1       | 2:3 n. V. | 3:2       | 3:4 |
| EHC Seewen – HC Franches-Montagnes | 3:0   | 2: 0     | 3:1       | 3:2       | -:-       | -:- |
| Hockey Huttwil – EHC Dübendorf     | 3:1   | 3:0      | 2:3 n. V. | 3:2       | 7:6 n. V. | -:- |
| EHC Arosa – EHC Thun               | 3:0   | 5:2      | 3:2       | 5:3       | -:-       | -:- |

### Halbfinal
|                            | Serie | 1   | 2   | 3         | 4   | 5   |
| -------------------------- | ----- | --- | --- | --------- | --- | --- |
| EHC Seewen – SC Langenthal | 3:0   | 2:0 | 4:2 | 5:1       | -:- | -:- |
| Hockey Huttwil – EHC Arosa | 2:3   | 2:4 | 4:2 | 4:5 n. P. | 3:1 | 2:5 |

### Final
| 20. März 2025 20:15 Uhr | EHC Seewen Livio Langenegger (32:00) Calvin Schleiss (34:29) Yannick Capaul (58:04) | 3:2 (0:0, 2:0, 1:2) Spielbericht Stand: 1:0 | EHC Arosa Jeremy Jabola Prada (40:53) Luca Gauch (46:47) | Kunsteisbahn Zingel, Seewen Zuschauer: 963 |

| 22. März 2025 20:00 Uhr | EHC Arosa Nick Pressacco (16:41) Noam Holzer (17:50) | 2:3 (2:1, 0:0, 0:2) Spielbericht Stand: 0:2 | EHC Seewen Fabio Langenegger (5:44) Mika Burkhalter (54:55) Fabio Langenegger (59:17) | Sport- und Kongresszentrum Arosa, Arosa Zuschauer: 1350 |

| 25. März 2025 20:15 Uhr | EHC Seewen Adrian Steiner (23:25) Fabio Langenegger (31:33) Livio Langenegger (58:35) Aron Welter (58:48) | 4:0 (0:0, 2:0, 2:0) Spielbericht Stand: 3:0 | EHC Arosa | Kunsteisbahn Zingel, Seewen Zuschauer: 1200 |

### Meistermannschaft EHC Seewen
| Meister der MyHockey League 2025 EHC Seewen | Torhüter: Jannis Ulrich, Christian Schön, Jay-Finn Kobler Verteidiger: Livio Reichmuth, Devin Stillhardt, Noé Bachmann, Timon Wey, Robin Büeler, Francesco Gärtner, Tim Büeler, Lars Kieni, Thomas Moreno Angreifer: Calvin Schleiss, Aron Welter, Silvan Schönmann, Jonas Fries, Ramon Schnüriger, Livio Langenegger, Fabio Langenegger, Adrian Steiner, Dean Schnüriger, Mika Burkhalter, Livio Fischer, Niklas Maurenbrecher, Luca Langenegger, Marco Waser, Yannick Capaul, Jan Schwitter, Sandro Steiner Trainerstab: Raphael Zahner, Lars Hofmann |
| ------------------------------------------- | --- |

2017/18 |
2018/19 |
2019/20 |
2020/21 |
2021/22 |
2022/23 |
2023/24 |
2024/25